# Selon Charlie
Pour plus de détails, voir Fiche technique et Distribution.
Selon Charlie est une comédie dramatique française réalisée par Nicole Garcia, sortie en  2006. 
Elle met en scène les acteurs Jean-Pierre Bacri, Benoît Magimel, Vincent Lindon, Benoît Poelvoorde et Patrick Pineau. Le film est produit par Alain Attal et distribué en France par Mars Distribution. Présenté en sélection officielle du Festival de Cannes 2006, sa sortie publique a eu lieu le 23 août 2006.

## Synopsis
Le film raconte le destin croisé de sept vies, l’action se déroulant dans une ville au bord de l’Atlantique, pendant la saison morte. Sept personnes qui vont se croiser, ou se rater. Sept existences qui se trouveront transformées à jamais après leur séparation.

## Fiche technique
- Réalisation : Nicole Garcia
- Scénario  : Frédéric Bélier-Garcia, Jacques Fieschi et Nicole Garcia
- Directeur artistique : Stanislas Reydellet
- Décors : Thierry Flamand
- Photographie : Stéphane Fontaine
- Montage : Emmanuelle Castro
- Costumes : Nathalie du Roscoat
- Production : Alain Attal
- Société de production : Les Productions du Trésor
- Budget : 7,8 millions d'euros[1]
- Genre : drame
- Durée : 111 minutes (Version cinématographique) / 140 minutes (Version longue)
- Date de sortie : 
  -  France - 20 mai 2006 (Festival de Cannes)
  -  France - 23 août 2006
- Box-office France : 484 960 entrées[2]

## Distribution

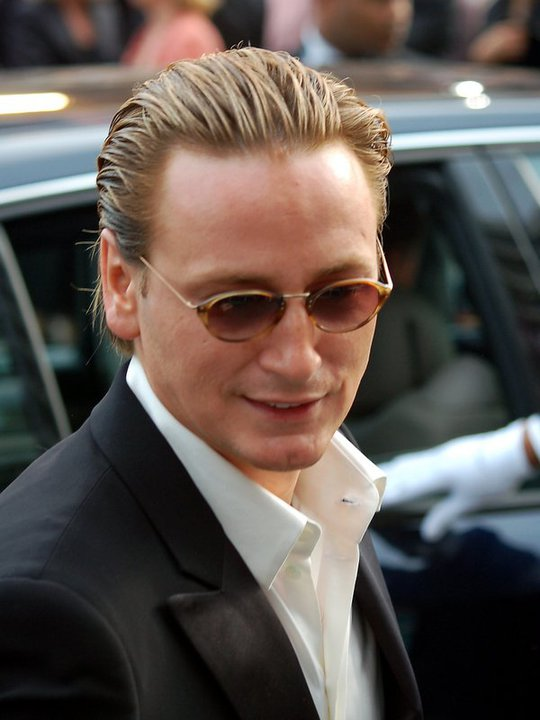
L'acteur Benoît Magimel, venu présenter le film au Festival de Cannes 2006.

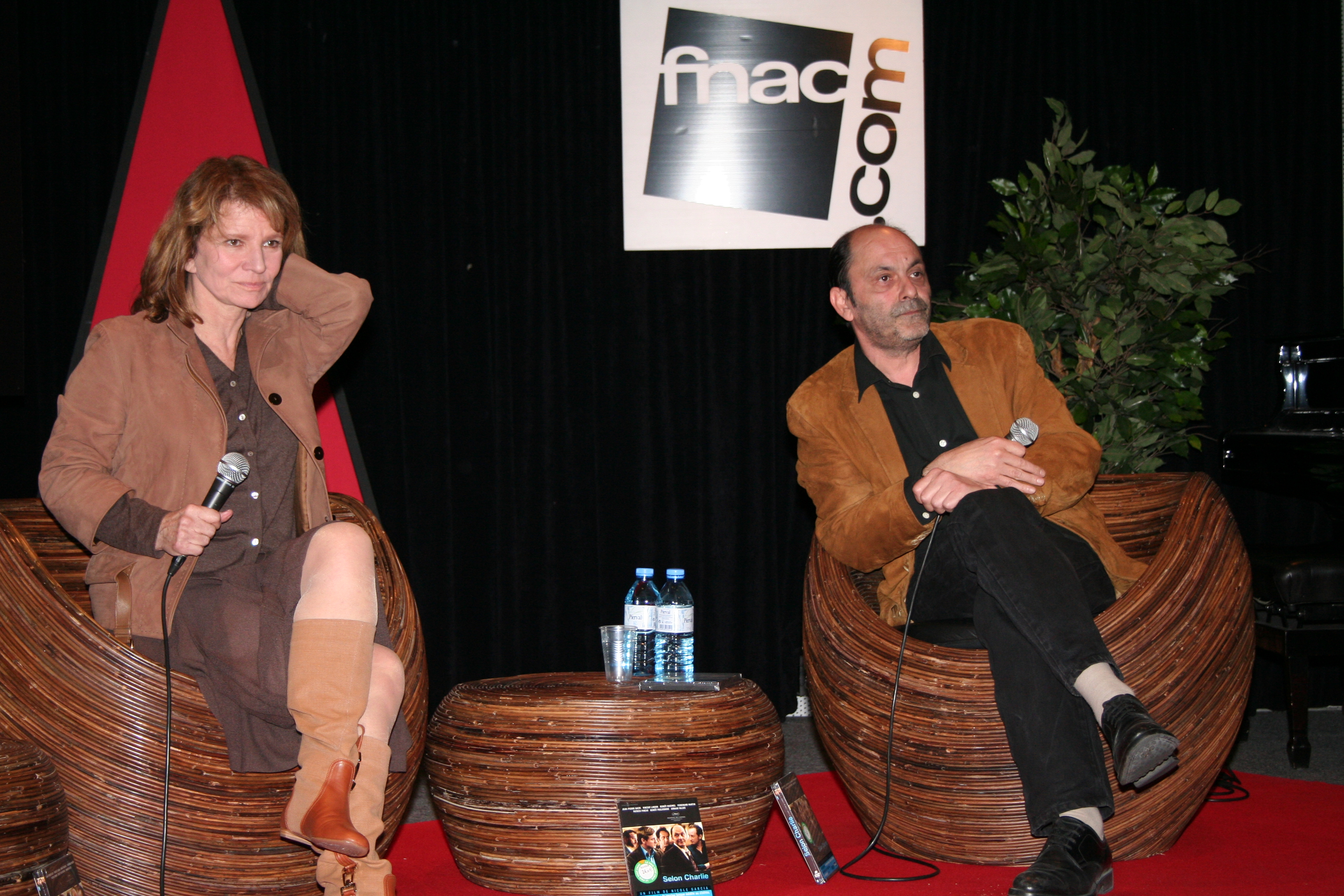
La réalisatrice Nicole Garcia et l'acteur Jean-Pierre Bacri à Paris en avril 2007 pour la sortie en vidéo du film.

- Jean-Pierre Bacri : Jean-Louis, le maire
- Benoît Magimel : Pierre
- Vincent Lindon : Serge
- Benoît Poelvoorde : Joss
- Arnaud Valois : Adrien
- Ferdinand Martin : Charlie
- Patrick Pineau : Mathieu
- Valérie Benguigui : l'épouse de Serge
- Grégoire Leprince-Ringuet : Thierry
- Minna Haapkylä : Nora
- Sophie Cattani : Séverine
- Philippe Magnan : le conseiller du maire
- Jean-Louis Foulquier : le patron du bar
- Jean-Claude Frissung : le père de Séverine
- Philippe Lefèbvre : l'entraîneur d'Adrien
- Émilie Lafarge :
- Samir Guesmi : Mo
- Jean-Pierre Lazzerrini : un complice de Joss et de Mo
- Jérôme Robart : Ballhaus
- Louise Vincent : La vieille dame
- Marc Betton : L'homme en contrat avec Joss
- Jean-Pierre Bagot : Le proviseur
- Marion Denys : Paléontologue
- Mathilde Guyant :
- Aude Léger : La réceptionniste
- Serguei Vladimirov : Un chercheur russe

## Production

### Lieux de tournage
Le film a en partie été tourné à Dieppe, Seine-Maritime, et à Sables-d'Or-les-Pins, Côtes-d'Armor, au bord de la Manche.

## Autour du film
- À la suite d'un accueil très chahuté à Cannes, le film a été remonté avant sa sortie commerciale.
- Avant-dernier rôle au cinéma pour Marc Betton.
- Troisième rôle au cinéma pour Grégoire Leprince-Ringuet.